# 経済学者
経済学者（、英: Economist）とは、経済の研究をしたり、その結果得られた理論やその体系（経済学）を社会に提言・実践したりする経済の専門家のこと。シンクタンクや金融機関などでの研究、官公庁での経済政策の立案、大学での研究など、経済全般に係わる専門的な知識や技能を活用する職業を、英語の原語に応じてエコノミストともいう。
また、経済学の理論や概念を研究、開発、応用し、経済政策について執筆することもある。この分野には、広範な哲学的理論から、特定の市場内の瑣末なことに焦点を当てた研究、マクロ経済学、ミクロ経済学または財務諸表分析まで、多くの下位分野があり、計量経済学、統計、経済モデル、金融経済学、数理ファイナンスおよび数学経済学などの分析手法およびツールが含まれる。
経済学者は、学界、政府、民間企業など多くの分野で活躍しており、経済活動、経済信頼度、消費者態度の傾向を見極めるためにデータや統計を研究する。彼らは、統計分析、数学、コンピュータプログラミングの高度な方法を用いてこれらの情報を評価し、システムの効率を改善したり、トレンドが始まったときにそれを利用する方法について提言する。
政府や大学以外にも、経済学者は金融、銀行、会計、商業、マーケティング、経営、ロビー活動、非営利・非利益団体などで活躍している。

## 著名な経済学者
経済学者ニコラス・カルドアは、スミスの『国富論』、リカードの『経済学および課税の原理』、マルクスの『資本論』、マーシャルの『経済学原理』、ケインズの『雇用・利子および貨幣の一般理論』を経済学の五大古典とする。
- トマス・マン（1571 - 1641） - 重商主義[4]
- ジョン・ロー（1671 - 1729）[5]
- フランソワ・ケネー（1694 - 1774、フランス）[6][7] - 重農主義。一国の経済システム全体の仕組みの分析の開始[8]。
- アダム・スミス（1723 - 1790、スコットランド）[9][10][11] - 『国富論』（1776年）、古典派経済学[8]
- ジェレミ・ベンサム（1748 - 1832）[12]
- トマス・ロバート・マルサス（1766 - 1834、イギリス）[10][13] - 古典派経済学
- ジャン＝バティスト・セイ（1767 - 1832） - 古典派経済学[8]、セイの法則[14]
- デヴィッド・リカード（1772 - 1823、イギリス）[9][15] - 古典派経済学[8]
- フリードリヒ・リスト（1789 - 1846） - 歴史学派[8]
- アントワーヌ・オーギュスタン・クールノー（1801 - 1877、フランス）[16][6][17]
- ジョン・スチュアート・ミル（1806 - 1873） - 古典派経済学[8][18]
- ヘルマン・ハインリヒ・ゴッセン（1810 - 1858、プロイセン） - 限界効用理論・ゴッセンの法則[19][20]
- ヴィルヘルム・ロッシャー（1817 - 1894） - 歴史学派[21]
- カール・マルクス（1818 - 1883、プロイセン、ドイツ）[22][10][23]
- レオン・ワルラス（1834 - 1910、フランス） - 限界効用理論[24][22][25][26][27]
- ウィリアム・スタンレー・ジェヴォンズ（1835 - 1882、イギリス） - 限界効用理論[24][8][28][29]
- グスタフ・フォン・シュモラー（1838 - 1917） - 歴史学派[8]
- カール・メンガー（1840 - 1921、ガリツィア、オーストリア） - 限界効用理論[24][22][25][22][30]
- アルフレッド・マーシャル（1842 - 1924、イギリス）[22][9][25] - ケンブリッジ学派[8][31]
- ゲオルク・フリードリヒ・クナップ（1842 - 1926、ドイツ）[22]
- フィリップ・ヘンリー・ウィックスティード（1844 - 1927） - 限界生産力理論における完全分配の定理[32]
- F.Y.エッジワース（1845 - 1926）[33]
- ジョン・ベイツ・クラーク（1847 - 1938、アメリカ）[25]
- ヴィルフレド・パレート（1848 - 1923、イタリア）[22][25][34]
- クヌート・ヴィクセル（1851 - 1926） - スウェーデン学派[8][35][32]
- オイゲン・フォン・ベーム＝バヴェルク（1851 - 1914、オーストリア）[22][25][36]
- フリードリヒ・フォン・ヴィーザー（1851 - 1926、オーストリア）[22]
- ソースティン・ヴェブレン（1857 - 1929） - 制度学派[8][37]
- フランク・タウシッグ（1859 - 1940、アメリカ）[22]
- マックス・ヴェーバー（1864 - 1920）[38] - 『プロテスタンティズムの倫理と資本主義の精神』（1905）、歴史学派[8]
- グスタフ・カッセル （1866 - 1945、スウェーデン） [39]
- アーヴィング・フィッシャー（1867 - 1947、アメリカ）[22][25][8][40]
- Ladislaus von Bortkiewicz（1868 - 1931、ロシア）[22]
- Wesley Clair Mitchell（1874 - 1948、アメリカ）[22]
- アーサー・セシル・ピグー（1877 - 1959） - ケンブリッジ学派[8][41]
- ルートヴィヒ・フォン・ミーゼス（1881 - 1973、オーストリア）[25] - オーストリア学派
- ジョン・メイナード・ケインズ（1883 - 1946、イギリス）[22][9][25][42][43] - ケインズ以前の新古典派では完全雇用国民所得が前提として、個々の市場に着目して競争への障害をとりのぞくミクロ経済学的政策に限られていたが、ケインズによって政府によるマクロ経済学的観点からの財政金融政策が創出された[8]。
- ヨーゼフ・シュンペーター（1883 - 1950、オーストリア）[6][8][44]
- フランク・ナイト（1885 - 1972） - シカゴ学派
- ラグナル・フリッシュ（1895 - 1973、ノルウェー）
- ピエロ・スラッファ（1898 - 1983） - ケンブリッジ学派、新リカード学派[8]
- K.G.ミュルダール（1898 - 1987） - 1974年ノーベル経済学賞[45]
- フリードリヒ・ハイエク（1899 - 1992）[25] - オーストリア学派[8][46]
- エドワード・H・チェンバリン（Edward H. Chamberlin, 1899 - 1967） - 『独占的競争の理論』（1933）[47][48]
- ロイ・ハロッド（1900 - 1978） - 経済成長理論[49]
- サイモン・クズネッツ（1901 - 1985） - 1971年ノーベル経済学賞[50]
- カール・メンガー (数学者)（1902 - 1985、数学者）[51]
- エイブラハム・ウォールド（1902 - 1950、数理経済学） - 一般均衡の存在問題 [51]
- オスカー・モルゲンシュテルン（1902 - 1977） - ゲーム理論[52]
- ジョン・フォン・ノイマン（1903 - 1957） - ゲーム理論[52][53]
- ジョーン・ロビンソン（1903 - 1983、イギリス） - ポスト・ケインジアン[8][54]、『不完全競争の経済学』（1933）[55]
- ジョン・ヒックス（1904 - 1989）[56][57]
- ワシリー・レオンチェフ（1905 - 1999、ソビエト連邦）[42][58] - 投入産出分析[8]
- J.E.ミード（1907 - 1995） - 1977年ノーベル経済学賞[59]
- ジョン・ケネス・ガルブレイス（1908 - 2006） - 制度学派[8][60]
- ミルトン・フリードマン（1912 - 2006、アメリカ）[9][25][42][61] - マネタリズム、シカゴ学派[8]
- ポール・サミュエルソン（1915 - 2009、アメリカ）[42][62]
- フランコ・モディリアーニ（1918 - 2003、イタリア）[42][63]
- ジェームズ・トービン（1918 - 2002、アメリカ）[25][64]
- ジェームズ・M・ブキャナン（1919 - 2013） - 公共選択論[65]
- ローレンス・クライン（1920 - 2013、アメリカ）[25][66]
- ケネス・アロー（1921 - 2017、アメリカ）[42]
- マートン・ミラー（1923 - 2000、アメリカ）[42]
- ロバート・ソロー（1924 - 、アメリカ）[67][42]
- アラン・グリーンスパン（1926 - 、アメリカ） - マネタリスト、連邦準備制度理事会（Federal Reserve Board FRB）第13代議長（1987 - 2006）
- ゲーリー・ベッカー（1930 - 2014） - シカゴ学派[68]
- ロバート・オーマン（1930 - 、イスラエル）
- エリノア・オストロム（1933 - 2012、アメリカ）[25]
- アマルティア・セン（1933 - 、インド）[67]
- ダニエル・カーネマン（1934 - 、イスラエル）[25] - プロスペクト理論、行動経済学
- ウィリアム・フォーサイス・シャープ（1934 - 、アメリカ）[25]
- ロバート・ルーカス（1937 - 、アメリカ）[25][42]
- ジョージ・アカロフ（1940 - 、アメリカ）[67]
- ジェームズ・ヘックマン（1944 - 、アメリカ）
- ジョセフ・E・スティグリッツ（1943 - 、アメリカ）[25][67]
- ジェームズ・ヘックマン（1944 - 、アメリカ）
- ロバート・バロー（1944 - 、アメリカ）[42]
- ジャネット・イエレン（1946 - 、アメリカ）[9] - FRB第15代議長（2014 - 2018）
- クリストファー・ピサリデス（1948 - 、キプロス）[25]
- ポール・クルーグマン（1953 - 、アメリカ）[67]
- ベン・バーナンキ（1953 - 、アメリカ） FRB第14代議長（2006 - 2014）、大恐慌における銀行危機の研究[69]
- ダグラス・W・ダイアモンド（1953 - ） - 銀行の満期変換機能についてのダイヤモンド・ディビッグ・モデル[69]
- ジェフリー・サックス（1954 - 、アメリカ）[67]
- フィリップ・ディビッグ（1955 - ） - ダイヤモンド・ディビッグ・モデル[69]
- カーメン・ラインハート（1955 - 、キューバ、アメリカ）[25]
- ヌリエル・ルービニ（1958 - 、トルコ、アメリカ）[9]
- グレゴリー・マンキュー（1958 - 、アメリカ）
- グレン・ハバード（1958 - 、アメリカ）
- アビジット・V・バナジー（1961 - 、インド）とエステル・デュフロ（1972 - 、フランス）[9][67] - ランダム化比較試験を開発経済学に応用[70]。
- トマ・ピケティ（1971 - 、フランス）[67]

### 日本
- 熊沢蕃山（1619 - 1691）[71]
- 荻生徂徠（1666 - 1728）[71]
- 太宰春台（1680 - 1747） - 『経済録』[72]
- 中井竹山（1730 - 1804）[72][71]
- 本多利明（1743 - 1821）[72][71]
- 山片蟠桃（1748 - 1821）
- 海保青陵（1755 - 1817）[72][71]
- 佐藤信淵（1769 - 1850）[72][71]
- 二宮尊徳（1787 - 1856）[73][71]
- 福沢諭吉（1835 - 1901）[74][72]
- 高橋是清（1854 - 1936）[75]
- 天野為之（1861 - 1938）[73]
- 藤沢利喜太郎（1861 - 1933）[76]
- 山崎覚次郎（1868 - 1945）[77]
- 深井英五（1871 - 1945）[78]
- 福田徳三（1874 - 1930）[79]
- 神戸正雄（1877 - 1959）[77]
- 高田保馬（1883 - 1972）[80]
- 石橋湛山（1884 - 1973）[81]
- 渡辺孫一郎（1885 - 1955、数学）[82]
- 園正造（1886 - 1969）[83]
- 土方成美（1890 - 1975）[84]
- 成美清松（1895 - 1977）[82]
- 水谷一雄（1897 - 1981）[51]
- 中山伊知郎（1898 - 1980）[85]
- 杉本栄一（1901 - 1952）[86]
- 柴田敬（1902 - 1986）[87]
- 安井琢磨（1909 - 1995）[88]
- 角谷静夫（1911 - 2004）[89]
- 森嶋通夫（1923 - 2004）[90]
- 二階堂副包（1923 - 2001）[91]
- 市村真一（1925 - ）[92]
- 稲田献一（1925 - 2002）[93]
- 渡部経彦（1926 - 1976）
- 畠中道雄（1926 - 2016）
- 宇沢弘文（1928 - 2014）[94]
- 青木正直（1931 - 2018）
- 根岸隆（1933 - ）[94]
- 森口親司（1933 - ）
- 雨宮健（1935 - ）
- 浜田宏一（1936 - ）
- 青木昌彦（1938 - 2015）
- 佐和隆光（1942 - ）
- 藤田昌久（1943 - ）
- 鈴村興太郎（1944 - 2020）
- 西村和雄（1946 - ）
- 森棟公夫（1946 - ）
- 奥野正寛（1947 - ）
- 金子守（1950 - ）
- 伊藤隆敏（1950 - ）
- 竹中平蔵（1951 - ）
- 林文夫（1952 - ）
- 清滝信宏（1955 - ）
- 松山公紀（1957 - ）
- 市村英彦（1958 - ）
- 神取道宏（1959 - ）
- 松島斉（1960 - ）
- 松井彰彦（1962 - ）
- 梶井厚志（1963 - ）
- 北村祐一（1963 - ）
- 小島武仁（1979 - ）
- 高橋悟(経済学)
- 平野敬祐

## その他
経済理論を研究する経済学者とは区別されるものとして、一般社会に向けて経済の現状分析や将来動向についての解説、評論を行う人物を経済評論家（英: Economic pundit）という。なお、政治の評論家を政治評論家（Political pundit）という。
主な経済評論家は、Category:日本の経済評論家を参照。